# Une scène au jardin de Roundhay
 (août 2013).
Si vous disposez d'ouvrages ou d'articles de référence ou si vous connaissez des sites web de qualité traitant du thème abordé ici, merci de compléter l'article en donnant les références utiles à sa vérifiabilité et en les liant à la section « Notes et références ».
Pour plus de détails, voir Fiche technique et Distribution.
Une scène au jardin de Roundhay (également intitulé Roundhay Garden Scene en anglais) est le titre donné à un essai de film, tenté en 1888 par l'inventeur français Louis Le Prince. Ne comportant que des photographies fixes obtenues par un procédé de chronophotographie, cette tentative n'a jamais pu être visionnée en mouvement du vivant de Le Prince. En 1930, les photographies ont été reproduites sur film 35 mm par le procédé du banc-titre, reconstituant ainsi le mouvement que Le Prince n'avait pas réussi à voir. Le titre lui a été donné à cette époque, aucun titre proposé par Le Prince n'ayant été retrouvé avec les photographies ni dans un quelconque document.
Il est parfois considéré, rétrospectivement, comme le premier film à avoir été tourné,.

## Description de l'œuvre
La scène se déroule dans la propriété d'Oakwood Grange appartenant à Joseph et Sarah Whitley (beaux-parents de Le Prince), à Roundhay (en), un faubourg de la ville de Leeds, dans la région du Yorkshire de l'Ouest, en Angleterre. La tentative de prise de vues animées met en scène quatre personnes se promenant dans un jardin : Adolphe (le fils de Louis Le Prince), Sarah Whitley, Joseph Whitley et Harriet Hartley.
Sarah Whitley marche à reculons et les pans du manteau de Joseph Whitley semblent voler bizarrement au vent. En effet, la reproduction de la série de photographies en 1930 a été faite par inadvertance dans l'ordre chronologique inverse. Ces photographies n'ayant jamais pu être visionnées en mouvement auparavant par quiconque et par quelque procédé que ce fût, les techniciens du laboratoire n'ont pas prêté attention à cette inversion, leur but étant alors de sauvegarder les vignettes originales, et non de les visionner.

## Fiche technique
- Titre anglais : Roundhay Garden Scene
- Titre français : Une scène au jardin de Roundhay
- Réalisation et photographie : Louis Aimé Augustin Le Prince
- Genre : essai
- Année de production : 1888
- Lieu de tournage :  Royaume-Uni
- Durée :
  - En principe : 1,66 secondes
  - Pour la reproduction banc-titrée : 2,11 secondes
- Licence : domaine public

## Distribution
- Adolphe Le Prince : lui-même
- Sarah Robinson Whitley : elle-même
- Joseph Whitley : lui-même
- Harriet Hartley : elle-même (non confirmée)

## Contexte historique
Louis Le Prince invente et construit un appareil de prise de vues sur ruban papier, équipé d'un seul objectif (contrairement à sa première invention, un appareil de chronophotographie à seize optiques et seize plaques de verre enduites de collodion), le MK2, dont il dépose le brevet le 11 janvier 1888. Il fait des essais concluants à Leeds, en Angleterre, puis, le 14 octobre 1888, dans la propriété d'Oakwood Grange appartenant à ses beaux-parents, les Whitley, à Roundhay (en), un faubourg de Leeds, mais il ne réussit pas à les visionner en mouvement, par quelque procédé que ce soit, bien qu'une certaine légende affirme le contraire sans preuve aucune, ainsi que le remarque l'historien Stephen Herbert, de l'université Kingston.

## Datation de l'essai de film
Sarah Robinson Whitley, belle-mère de Louis Le Prince, décède à l'âge de 72 ans le 24 octobre 1888 et est inhumée le 27 octobre en la chapelle Saint-Jean de Leeds. Sa présence en vie sur les photographies indique donc que la prise de vues a eu lieu avant la première date.
D'après les déclarations d'Adolphe Le Prince, les photographies ont été prises le 14 octobre 1888 à Oakwood Grange, la maison de Joseph et Sarah Whitley, soit dix jours seulement avant la mort de Sarah Whitley.

## Reproduction des vignettes sur film35mm

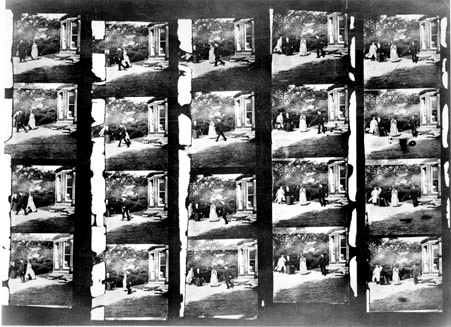
Une scène au jardin de Roundhay : les 20 vignettes originelles, qu'il était impossible de voir ou de projeter en mouvement à l'époque de leur réalisation.

En 1930, le National Science Museum (NSM ; actuel Science Museum), à Londres, reproduit au banc-titre sur pellicule de cinéma 35 mm les 20 vignettes originelles prises par Le Prince. C'est seulement à partir de cette date que l'on peut voir les vignettes en mouvement. D'après Adolphe Le Prince, les vignettes avaient été enregistrées à une cadence de 12 à la seconde, et la tentative suivante de son père, Le Pont de Leeds, à une cadence de 20 vignettes à la seconde. C'est à cette cadence qu'a été tourné image par image la copie 35 mm du NSM, soit une durée de 1,66 secondes.
Le National Museum of Photography, Film and Television (NMPFT ; actuel National Media Museum), à Bradford, a également produit une version remastérisée digitale. Cette version a doublé le nombre de vignettes et présente 52 images, pour une durée de 2,11 secondes à la fréquence de 24,64 images par seconde (fréquence standard actuelle des films de cinéma [24] ou de télévision [25]).

## Destin des protagonistes
Le 24 octobre 1888, dix jours après la prise de vue, Sarah Robinson Whitley, l'une des quatre personnes présentes sur le film, meurt à l'âge de 72 ans. Le 16 septembre 1890, alors qu'il est sur le point de breveter un projet d'appareil de projection à Londres et de l'exposer avec le MK2 pour la première fois au public à New York, Louis Le Prince disparaît lors d'un voyage en train entre Dijon et Paris. En 1902, deux ans après avoir témoigné sur la disparition de son père, Alphonse Le Prince est tué par balle à New York.